# Белькі
Белькі (пол. Bielki) — село в Польщі, у гміні Топулька Радзейовського повіту Куявсько-Поморського воєводства.
Населення — 173 особи (2011).
У 1975-1998 роках село належало до Влоцлавського воєводства.

## Демографія
Демографічна структура станом на 31 березня 2011 року:
|          | Загалом | Допрацездатний вік | Працездатний вік | Постпрацездатний вік |
| -------- | ------- | ------------------ | ---------------- | -------------------- |
| Чоловіки | 87      | 25                 | 54               | 8                    |
| Жінки    | 86      | 16                 | 46               | 24                   |
| Разом    | 173     | 41                 | 100              | 32                   |